# 中ノ尾恵
中ノ尾 恵（なかのお けい、3月19日 - ）は、日本の漫画家。熊本県天草市出身。主に成人向け漫画を描く。

## 作風
デビュー当初は、男性向けショタコン漫画を描きたかったそうだが、編集部から一蹴され、SM、レズ、近親相姦物の（主に母子相姦、姉弟相姦、兄妹相姦）作品を描くようになる。ショタ物を描けるようになったのは、つい最近。シリーズもののアンソロジーで特定キャラによる連作ストーリー物も描くため、1巻から読んでないと何故こうなったのか分からない場合がある。同人活動も活発。

## 作品リスト
1. 『気まぐれな天使たち』 1990年8月初版発行[2]、一水社〈いずみコミックス〉
2. 『放課後微熱クラブ』 1990年10月初版発行[2]、一水社〈いずみコミックス〉
3. 『BIN-KAN すくうるでいず』 1993年2月初版発行[2]、一水社〈いずみコミックス〉、ISBN 4-87076-009-6
4. 『放課後ぱらだいす』 1993年6月初版発行[2]、一水社〈いずみコミックス〉、ISBN 4-87076-022-3
5. 『テレフォン・ダーリン』 1993年12月初版発行[3]、一水社〈いずみコミックス〉、ISBN 4-87076-039-8
6. 『Pichi Pichi ぴち♥ぴち』 1994年7月初版発行[3]、一水社〈いずみコミックス〉、ISBN 4-87076-057-6
7. 『放課後はImmoral』 1995年2月初版発行[3]、一水社〈いずみコミックス〉、ISBN 4-87076-078-9
8. 『ちまちまじっく』 1995年7月初版発行[3]、一水社〈いずみコミックス〉、ISBN 4-87076-092-4
9. 『放課後はトライアングル』 1996年3月初版発行[3]、一水社〈いずみコミックス〉、ISBN 4-87076-229-3
10. 『すてきなインセスト』 1996年8月初版発行[3]、一水社〈いずみコミックス〉、ISBN 4-87076-280-3
11. 『背徳のあそび』 1997年10月初版発行[4]、桜桃書房〈EX COMICS〉、ISBN 4-7567-1000-X
12. 『放課後ひみつ講座』 1998年9月初版発行[4]、フランス書院〈フランス書院コミック文庫〉、ISBN 4-8296-7380-X
13. 『感度良好200％』 1998年10月初版発行[4]、桜桃書房〈EX COMICS〉、ISBN 4-7567-1027-1
14. 『拝啓LABYRINTH CLUB』 1999年2月初版発行[4]、宙出版〈Heart Comics〉、ISBN 4-87287-948-1
15. 『おぢさん誘惑講座』 1999年11月初版発行[4]、心交社〈Gazer comix〉、ISBN 4-88302-421-0
16. 『Uncut Lovers』 2001年7月初版発行[5]、桜桃書房〈EX COMICS〉、ISBN 4-7567-2492-2
17. 『Pungent Scent～魅惑の香り～』 2003年4月初版発行[5]、司書房〈ツカサコミックス〉、ISBN 4-8128-0884-7
18. 『Trauma -トラウマ-』 2003年4月初版発行[5]、桜桃書房〈EX COMICS〉、ISBN 4-7567-3105-8
19. 『Step Up Mother』 2004年10月15日初版発行[5]、司書房〈ツカサコミックス〉、ISBN 4-8128-1099-X
20. 『ふぁみりぃ★たいずFamily Ties』 2003年10月24日初版発行[5]、桜桃書房〈EX COMICS〉、ISBN 4-7567-3178-3
21. 『僕のクリーム、君のポタージュ』 2006年12月25日初版発行[6]、モエールパブリッシング〈少年くらぶ〉、ISBN 4-903705-01-3
22. 『僕と君のコンデンスミルク』 2008年4月25日初版発行[6]、メディアックス〈MDコミックス NEO〉、ISBN 978-4-86201-041-4
23. 『ふたなりズム』 2009年8月31日初版発行[6]、茜新社〈TENMA COMICS〉、ISBN 978-4-86349-089-5